# 達里索鎮區 (阿肯色州格蘭特縣)
達里索鎮區（英語：Darysaw Township）是位於美國阿肯色州格蘭特縣的一個行政鎮區。

## 地方資料
達里索鎮區的面積為168.34平方千米，當中陸地面積為168.26平方千米，而水域面積為0.08平方千米。根據2010年美國人口普查的數據，當地共有人口841人，而人口密度為每平方千米5人。